# Fyrnervsnemertin
Fyrnervsnemertin (Tetraneuronemertes lovgreni) är en djurart som tillhör fylumet slemmaskar, och som beskrevs av Sundberg, Gibson och Embrik Strand 2007. Fyrnervsnemertin ingår i släktet Tetraneuronemertes, ordningen Hoplonemertea, klassen Enopla, fylumet slemmaskar och riket djur. Arten är reproducerande i Sverige.